# Cantonul Saint-Porchaire
Cantonul Saint-Porchaire este un canton din arondismentul Saintes, departamentul Charente-Maritime, regiunea Poitou-Charentes, Franța.

## Comune
| Comune                  | Populație (1999) | Cod poștal | Cod INSEE |
| ----------------------- | ---------------- | ---------- | --------- |
| Beurlay                 | 937              | 17250      | 17045     |
| Crazannes               | 432              | 17350      | 17134     |
| Les Essards             | 555              | 17250      | 17154     |
| Geay                    | 626              | 17250      | 17171     |
| Plassay                 | 631              | 17250      | 17280     |
| Pont-l'Abbé-d'Arnoult   | 1.831            | 17250      | 17284     |
| Port-d'Envaux           | 961              | 17350      | 17285     |
| Romegoux                | 600              | 17250      | 17302     |
| Sainte-Gemme            | 1.191            | 17250      | 17330     |
| Saint-Porchaire         | 1.543            | 17250      | 17387     |
| Sainte-Radegonde        | 436              | 17250      | 17389     |
| Saint-Sulpice-d'Arnoult | 595              | 17250      | 17408     |
| Soulignonne             | 670              | 17250      | 17431     |
| Trizay                  | 1.252            | 17250      | 17453     |
| La Vallée               | 670              | 17250      | 17455     |